# Quintus Peducaeus Priscinus
Quintus Peducaeus Priscinus est un sénateur romain du Ier siècle, consul éponyme en 93 sous Domitien.

## Biographie
Il est soit un fils de Lucius Peducaeus Colonus, préfet d'Égypte en 70, soit de Lucius Peducaeus Fronto, procureur en Asie sous l'empereur Claude. Il est peut-être lié à Marcus Peducaeus Saenianus, consul suffect en 89. Sa gens entre au Sénat à la fin de la République romaine.
En l’an 93, il est consul éponyme aux côtés de Sextus Pompeius Collega,.
Il a peut-être été proconsul d'Asie, probablement durant le règne de Trajan.
Son fils est Marcus Peducaeus Priscinus, consul éponyme en 110 sous Trajan.